# Wojciech Eljasz-Radzikowski

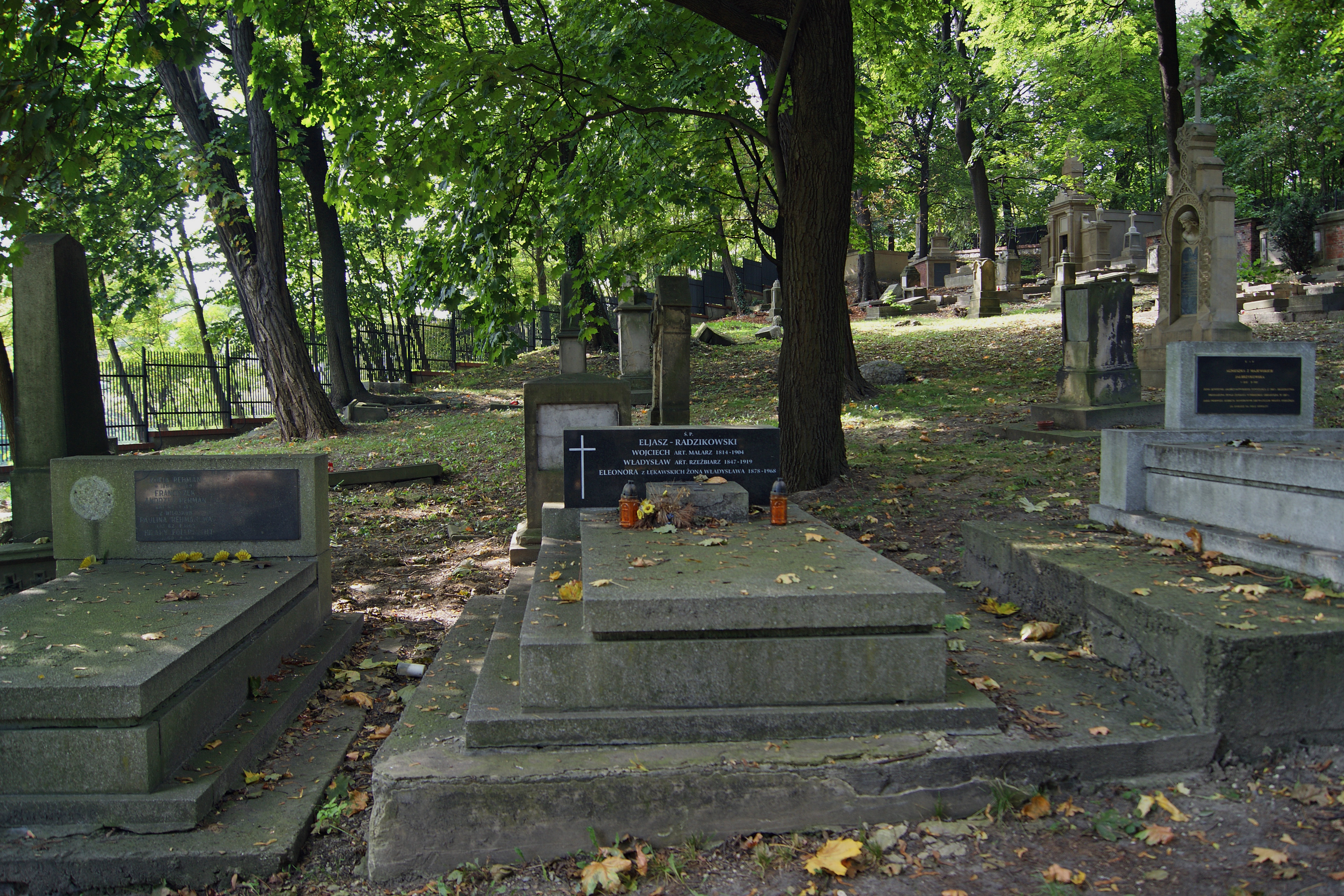
Grób rodziny Radzikowskich.

Wojciech Eljasz-Radzikowski (ur. 1814 w Cerekwicy k. Bochni zm. 19 listopada 1904 w Zakrzówku) – polski malarz.

## Życiorys
W latach 1838–1843 studiował w krakowskiej Szkole Sztuk Pięknych pod kierunkiem profesora rysunku Jana Nepomucena Bizańskiego, w latach 1842–1843 pracował jako nauczyciel rysunku. Pracował przy restauracji ołtarza Wita Stwosza w kościele Mariackim.
Malował prawie wyłącznie obrazy o tematyce religijnej, zamówienia otrzymywał głównie z krakowskich kościołów. Wykonał m.in.:
- Stygmaty św. Franciszka, Wizja św. Antoniego (1842) do kościoła św. Kazimierza Królewicza.
- Zdjęcie z Krzyża (1850) w Sanktuarium Matki Bożej Pocieszycielki Strapionych w Lewiczynie k. Grójca.
- Św Andrzej Bobola (1857) w kościele św. Piotra i Pawła.
- Jedenastu Błogosławionych Męczenników Zakonu Augustianów (1869) w kościele św. Katarzyny.
- Śmierć św. Benedykta (1875) w ołtarzu głównym w kościele św. Benedykta Opata w Imbramowicach[2].
- Serce Jezusa (1879) w Kościele św. Marcina w Biskupicach[3] .
- Chrystus z kielichem (1886) w klasztorze Misjonarzy.
- Świętego Izydora w kościele św. Mikołaja w Wysocicach[4]
- Chrystus w Grobie w kościele św. Marcina i św. Małgorzaty w Porębie Żegoty[4].

Wnuk konfederata barskiego, Stanisława Wojciecha, który w obawie przed aresztowaniem rodowe nazwisko Radzikowski zmienił na Eljasz. Wojciech Eljasz-Radzikowski był ojcem malarza Walerego Eljasza-Radzikowskiego, rzeźbiarza Władysława Eljasza-Radzikowskiego i malarki Marii Eljasz.
Pochowany został na starym cmentarzu Podgórskim.